# Lyndon (West Midlands)
Lyndon – wieś w Anglii, w hrabstwie ceremonialnym West Midlands, w dystrykcie metropolitalnym Solihull. Leży 9 km na południowy wschód od miasta Birmingham i 155 km na północny zachód od Londynu.